# Słowenia na Zimowych Igrzyskach Paraolimpijskich 2018
Słowenia na Zimowych Igrzyskach Paraolimpijskich 2018 – występ kadry sportowców reprezentujących Słowenii na igrzyskach paraolimpijskich w Pjongczangu w 2018 roku.
W kadrze znalazł się jedynie przedstawiciel narciarstwa alpejskiego, który wziął udział w slalomie gigancie i slalomie. Był to debiut młodego narciarza w zawodach tej klasy.

## Reprezentanci
| Zawodnik       | Dyscyplina            | Konkurencja   | Podgrupa | Czas    | Strata | Miejsce | Źródło |
| -------------- | --------------------- | ------------- | -------- | ------- | ------ | ------- | ------ |
| Jernej Slivnik | Narciarstwo alpejskie | Slalom gigant | LW12-1   | DNF     | DNF    | DNF     | [ 3 ]  |
| Jernej Slivnik | Narciarstwo alpejskie | Slalom        | LW12-1   | 1:59,13 | +19,31 | 12.     | [ 4 ]  |